# 中央 (和光市)
中央（ちゅうおう）は、埼玉県和光市の町名である。現行行政地名は中央一丁目および二丁目である。郵便番号は351-0113である。

## 地理
埼玉県和光市の中央部に位置する。東武鉄道東武東上線・東京メトロ有楽町線、副都心線の和光市駅から南へ約300 m付近にあり、宅地化が進んでいる。

## 歴史
かつては白子村と下新倉村の一部であった。

### 沿革
- 1969年（昭和44年） - 住居表示の実施に伴ない[5]、大字白子と大字下新倉の各一部から中央一丁目・二丁目が成立した。
- 1970年（昭和45年）10月31日 - 大和町が市制を施行したのに伴い名称変更をし、和光市の町名となる。

## 世帯数と人口
2017年（平成29年）10月1日現在の世帯数と人口は以下の通りである。
| 丁目       | 世帯数    | 人口    |
| ---------- | --------- | ------- |
| 中央一丁目 | 428世帯   | 724人   |
| 中央二丁目 | 748世帯   | 1,490人 |
| 計         | 1,176世帯 | 2,214人 |

## 小・中学校の学区
市立の小学校・中学校に通う場合、学区は以下の通りとなる。
| 丁目       | 番地   | 小学校             | 中学校             |
| ---------- | ------ | ------------------ | ------------------ |
| 中央一丁目 | 全域   | 和光市立第三小学校 | 和光市立第二中学校 |
| 中央二丁目 | 3〜7番 | 和光市立第四小学校 | 和光市立大和中学校 |
| 中央二丁目 | その他 | 和光市立第三小学校 | 和光市立大和中学校 |

## 交通

### 道路
- 東京外環自動車道
- 国道254号（川越街道）
- 東京都道・埼玉県道68号練馬川口線（笹目通り）
- 埼玉県道109号新座和光線（川越街道）
- 埼玉県道88号和光インター線（ニホニウム通り）
- 農協通り
- 浅久保通り

## 施設
- 本田技術研究所
- 和光市立第三小学校
- 中央ひなた保育園
- 和光市中央公民館
- 和光市室内練習場
- 浅久保武蔵御嶽神社
- 下新倉代官屋敷（柳下家）
- 浅久保児童遊園地
- あさかわ公園